# Средноанглийски език
Средноанглийският език е форма на английския език, която се говори след Норманското нашествие в Англия (1066 г.) до към края на 15 век. Английският претърпява различни изменения и разработки след периода на староанглийския език. Етапът на средноанглийския език грубо продължава от развитото средновековие до късното средновековие.
Средноанглийският претърпява значителни промени в своите лексика, граматика, произношение и правопис. Писмените правила през неговия период варират в широки граници, като запазените текстове от това време показват големи регионални разлики. По-стандартизираният староанглийски език вече е станал по-фрагментиран, локализиран и често се импровизира. Към края на 15 век, с помощта на появата на печатницата на Йоханес Гутенберг, започва да се установява стандарт на езика, основаващ се на лондонския диалект. Той в голяма част служи като основа на съвременния английски, макар произношението да се е променила значително от тогава.
В периода на средноанглийския език, много граматически особености на староанглийския се опростяват или напълно изчезват. Инфлекциите на съществителните имена, прилагателните имена и глаголите се опростяват чрез намаляването на повечето падежи (които накрая напълно отпадат). Също така в средноанглийския език се приемат множество нормански френски думи, особено в сферата на политиката, правото, изкуството и религията. Обичайната английска лексика запазва преобладаващо германските си корени, а влиянията от староскандинавския стават по-явни. Настъпват значителни промени в произношението, най-вече включващи дълги гласни и дифтонги.
Запазена е само малка част от средноанглийската литература, което отчасти се дължи на норманското превъзходство по това време и престижът, с който се ползват текстовете на френски, вместо на английски.

## Примерни текстове
Следният текст е самото начало на въведението на Кентърбърийски разкази от Джефри Чосър (края на 14 век). Текстът е написан на лондонски диалект.
| Оригинал на средноанглийски                      | Превод на съвременен английски                    |
| ------------------------------------------------ | ------------------------------------------------- |
| Whan that Aprill, with his shoures soote         | When [that] April with his showers sweet          |
| The droȝte of March hath perced to the roote     | The drought of March has pierced to the root      |
| And bathed every veyne in swich licour,          | And bathed every vein in such liquor,             |
| Of which vertu engendred is the flour;           | Of which virtue engendered is the flower;         |
| Whan Zephirus eek with his sweete breeth         | When Zephyrus eke with his sweet breath           |
| Inspired hath in every holt and heeth            | Inspired has in every holt and heath,             |
| The tendre croppes, and the yonge sonne          | The tender crops; and the young sun               |
| Hath in the Ram his halfe cours yronne,          | Has in the Ram his half-course run,               |
| And smale foweles maken melodye,                 | And small fowls make melody,                      |
| That slepen al the nyght with open ye            | That sleep all the night with open eye            |
| (So priketh hem Nature in hir corages);          | (So pricks them Nature in their courages);        |
| Thanne longen folk to goon on pilgrimages        | Then folk long to go on pilgrimages               |
| And palmeres for to seken straunge strondes      | And palmers [for] to seek strange strands         |
| To ferne halwes, kowthe in sondry londes;        | To far-off hallows, couth in sundry lands;        |
| And specially from every shires ende             | And, especially, from every shire's end           |
| Of Engelond, to Caunterbury they wende,          | Of England, to Canterbury they wend,              |
| The hooly blisful martir for to seke             | The holy blissful martyr [for] to seek,           |
| That hem hath holpen, whan that they were seeke. | That them has helped, when [that] they were sick. |